# جون بيليساريو
جون بيليساريو (بالإنجليزية: John Belisario)‏ هو طبيب أسنان أسترالي، ولد في 1820 في شلتنهام في المملكة المتحدة، وتوفي في 1900.